# Cockscomb Basin Wildlife Sanctuary
Das Cockscomb Basin Wildlife Sanctuary ist ein Nature Reserve im Stann Creek District in Süd-Zentral-Belize. Es wurde eingerichtet um die Wälder, die Fauna, sowie die Wasserreserven auf einem Gebiet von ca. 400 km² in den Osthängen der Maya Mountains zu schützen.
Das Schutzgebiet wurde 1986 als erstes Schutzgebiet zum Schutz des Jaguars (Panthera onca) gegründet und gilt als führende Stätte für den Jaguar-Schutz weltweit.

## Name
Der Name „Cockscomb“ wurde von der Erscheinung der Cockscomb Mountain Ridge abgeleitet, die von der Ferne an einen Hahnenkamm erinnert. Das Gebirge liegt am Nordrand des Reservats und ist von der Küstenebene am Karibischen Meer gut sichtbar.

## Geographie
Das Cockscomb Basin Wildlife Sanctuary setzt sich zusammen aus zwei benachbarten Flussbecken. Das westliche Basin wird vom Swasey Branch entwässert, einem der Hauptzuflüsse des Monkey River. Das östliche Basin entsteht aus dem oberen Einzugsgebiet des South Stann Creek. Aufgrund der dichteren Wälder und schwierigeren Zugänglichkeit ist das westliche Basin noch relativ unerforscht im Bezug auf die Artenvielfalt, Maya-Ruinen und andere Details.
Die Fläche des Reservats ist grob rautenförmig und erstreckt sich in Ost-West-Ausdehnung ca. 36 km und in Nord-Süd-Ausdehnung ca. 14 km. Die Höhenunterschiede reichen von 50 m über dem Meer in den tiefliegenden Regionen des South Stann Creek bis in 1160 m Höhe am Gipfel des Victoria Peak.
Das westliche Becken ist begrenzt durch den Kamm der Maya Mountains im Westen, Cockscomb Mountains im Norden, einen herausragenden Ausläufer der Maya Mountains im Süden (mit Höhen bis zu 1000 m) und einen niedrigeren Gebirgskamm im Osten, der das Gebiet vom östlichen Becken trennt. Der Swasey verlässt das Becken durch einen tiefen Canyon, der sich bis zu 300 m tief in den Gebirgsrücken der Maya Mountains eingegraben hat (⊙). Das östliche Becken wird ebenfalls nach Norden von der namengebenden Cockscomb Ridge eingefasst. Nach Westen bildet der niedrige Gebirgskamm von Norden nach Süden die Abgrenzung zum westlichen Becken und im Osten bildet die Cabbage Haul Ridge und im Süden die Stann Creek Ridge die Grenze. Der South Stann Creek verlässt das östliche Becken nach Süden in einem stark mäandrierenden Verlauf auf einer Schiefebene, die von den britischen Entdeckern in den 1880ern leicht zu befahren war.
Für Besucher und Forscher gibt es ein einfaches Wegesystem.

## Naturgeschichte
Die Maya Mountains und ihre Ausläufer gehören zu den ältesten oberflächlichen Fels-Formationen Zentralamerikas; die paläozoischen Sedimente wurden vor ca. 200 Mio. Jahren emporgehoben. Diese Ereignisse verliefen im Zeitalter des Pennsylvanium sowie des frühen Perm. Die Haupt-Formationen im Gebiet bestehen aus Quarzit und Sandstein.

### Flora
Die vorherrschenden Pflanzengesellschaften und Habitate sind Belize-Kiefernwälder, Elfenwald, Petén-Veracruz-Regenwald, Tal-Wälder und Flussauen-Dickichte.
Die Laubwälder der Petén-Veracruz-Regenwälder bedecken die sanften bis steilen Berghänge und in einigen Gebieten auch geschützte Gebirgstäler. Während ein großer Teil dieser Wälder Sekundärwälder sind, die durch den Landbau der Maya oder modernen Holzeinschlag entstanden sind, verfügen einige der steileren Hänge noch über die Charakteristika von Primärwald. Dominante Baumarten sind Amerikanisches Mahagoni (Swietenia macrophylla) und Westindische Zedrele (Cedrela odorata), die allerdings seit Anfang des 20. Jahrhunderts stark abgeholzt wurden.

### Gewässer
Schnell fließende, klare Bergbäche strömen in die Täler der beiden Basins, wo die Wasserqualität stärkere Trübung aufweist.
Die Galeriewälder ziehen sich gewöhnlich entlang der Flüsse bis in steile Gebirgslagen und es gibt besonders üppige Laubwälder entlang der schnellfließenden Bergbäche, aber auch entlang der mäandrierenden Flüsse in den Talauen. Besonders interessante Pflanzengesellschaften gedeihen entlang der steinigen Flussbetten der Bergbäche, die durch Stromschnellen, Wasserfälle und tiefe Tosbecken gekennzeichnet sind. Die Dichte der Vegetation und die häufigen Niederschläge sorgen für hohe Feuchtigkeit und die Böden bleiben auch über längere niederschlagsfreie Zeiten feucht.

## Geschichte

### Maya
Besiedlung durch die Mayas im Cockscomb Basin erfolgte schon um 10.000 v. Chr. Die ersten modernen Erforschungen in der schriftlichen Geschichte erfolgten jedoch erst ab 1888.
In den Ausläufern der Berge im Süd-Osten von Belize gibt es zahlreiche Hinweise auf Besiedlung durch die Maya. Die Pearce Ruin war die erste Maya-Stätte die in modernen historischen Archiven katalogisiert wurde. Sie taucht in einem Report an das British Museum 1931 auf; wurde jedoch erst 1995 während der Dunham Surveys wieder gesichtet. Zu diesem späten Zeitpunkt wurden auch noch zwei weitere Maya-Stätten dokumentiert: Hun' Tul Mo’ (dt. „Ein Ara“) und Xa'a Yul Ha’ (dt.: „Viele Flüsse“).

### 19. Jahrhundert
Die erste moderne Expedition wurde von Briten 1888 bis 1889 durchgeführt. Die Erforschungen begannen mit Flusslauferkundungen entlang des South Stann Creek und endeten mit der Besteigung des Gipfels, den die Entdecker für den Victoria Peak hielten. Tatsächlich hatten die Forscher wohl einen nahegelegenen Gipfel bestiegen, wie spätere Rekonstruktionen zeigten.

### 20. Jahrhundert
Weitere Erforschungen des Cockscomb Basin erfolgten erst um 1927, als britisch Expeditionen auf der Suche nach Holzreserven entsandt wurden; Abholzung begann dann 1984, zunächst hauptsächlich mit der Suche nach Cedrela odorata und Mahagony. Als diese Ressourcen fast vollständig erschöpft waren, wurde eine nationale Studie über den Jaguar unternommen. Diese wissenschaftliche Untersuchung unter Führung von Alan Rabinowitz zeigte, dass das Cockscomb Basin ein ganz besonders wichtiges Rückzugsgebiet für den Jaguar ist, nicht nur in Belize, sondern für ganz Mittelamerika.
1986 konnten Rabinowitz und Archie Carr III die Regierung von Belize überzeugen eine Jagd-Schutz-Zone im Blick auf die Jaguare in einem Teil des Cockscomb Basin einzurichten. 1990 nach weiterer Überzeugungsarbeit erweiterte die Regierung von Belize das Sanctuary und 1995 wurden noch einmal 160 km² zugefügt, um das Schutzgebiet mit dem Bladen Branch Nature Reserve zu verbinden.
1988 erklärte die IUCN das Cockscomb Basin Wildlife Sanctuary zur „Bedeutendsten Errungenschaft im Bezug auf Großkatzenschutz für das dritte Jahrtausend.“ (The major achievement in cat conservation for the triennium). In diesem Jahr ehrte Prinz Philip als Präsident des World Wide Fund for Nature—WWF Ignacio Pop für seine Überzeugungs-Arbeit zur Schaffung des Reservats. 1998 wurde auch das Victoria Peak National Monument Area geschaffen in dem 19,59 km² Land zusätzlich unter Schutz gestellt wurden.